# 北海道道85号鹿追糠平線
北海道道85号鹿追糠平線（ほっかいどうどう85ごう しかおいぬかびらせん）は、北海道河東郡鹿追町と上士幌町を結ぶ道道（主要地方道）である。

## 概要
然別湖畔を経由する。然別湖畔の途中から上士幌町ぬかびらの間（幌鹿峠）は急坂や1.5車線区間が多い。冬期は通行止めになり、幌鹿峠からぬかびら側の道路の一部は、ぬかびら源泉郷スキー場のゲレンデとなる。

### 路線データ
- 起点：北海道河東郡鹿追町瓜幕西（国道274号・北海道道593号屈足鹿追線交点）
- 終点：北海道河東郡上士幌町字ぬかびら源泉郷（国道273号交点）
- 総延長：40.104 km[1]
- 実延長：40.009 km[1]
- 重用延長：0.095 km[1]
- 未舗装延長：3.002 km[1]

### 道路管理者
- 十勝総合振興局 帯広建設管理部 鹿追出張所
- 十勝総合振興局 帯広建設管理部 事業課

## 歴史
- 1971年（昭和46年）6月26日 - 北海道道360号糠平清水線の一部を主要地方道鹿追糠平線として路線認定[2]。
- 1972年（昭和47年）2月4日 - 北海道道726号鹿追糠平線として路線認定[3]。同日付けで、北海道道360号糠平清水線が廃止となる[4]。
- 1993年（平成5年）5月11日 - 建設省から、道道鹿追糠平線が鹿追糠平線として主要地方道に再指定される[5]。
- 1994年（平成6年）10月1日 - 路線番号を85号に変更[6]。

## 路線状況

### 別名
- パールスカイライン

### 冬期交通規制（通行止め）
- 鹿追町国有林2163林班（湖畔ゲート） - 上士幌町国有林44林班（糠平ゲート）
区間延長：22.3 km

### 道路施設

#### 主な橋梁
- 新白雲橋（135 m、然別川、鹿追町北瓜幕）

#### 主なトンネル

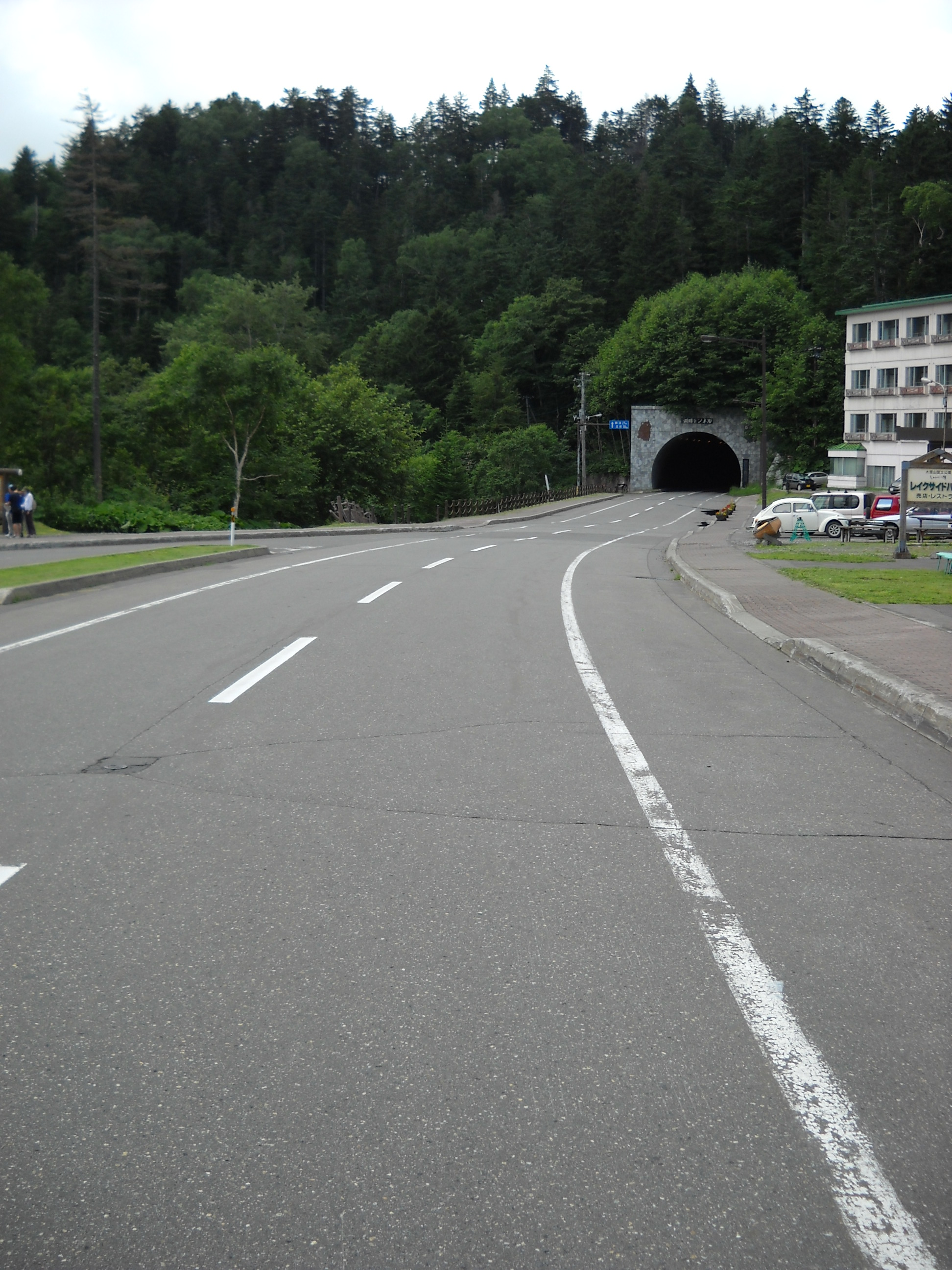
然別湖畔温泉付近の様子
（後方は湖畔トンネル）

- 湖畔トンネル（350 m、鹿追町北瓜幕）

#### 常設型ゲート
- 山田ゲート（鹿追町国有林2174林班）
- 湖畔ゲート（鹿追町国有林2163林班）
- 糠平ゲート（上士幌町国有林44林班）

## 地理

### 通過する自治体
- 十勝総合振興局
  - 河東郡鹿追町
  - 河東郡上士幌町

### 交差する道路
鹿追町
- 国道274号 - 瓜幕西（起点）

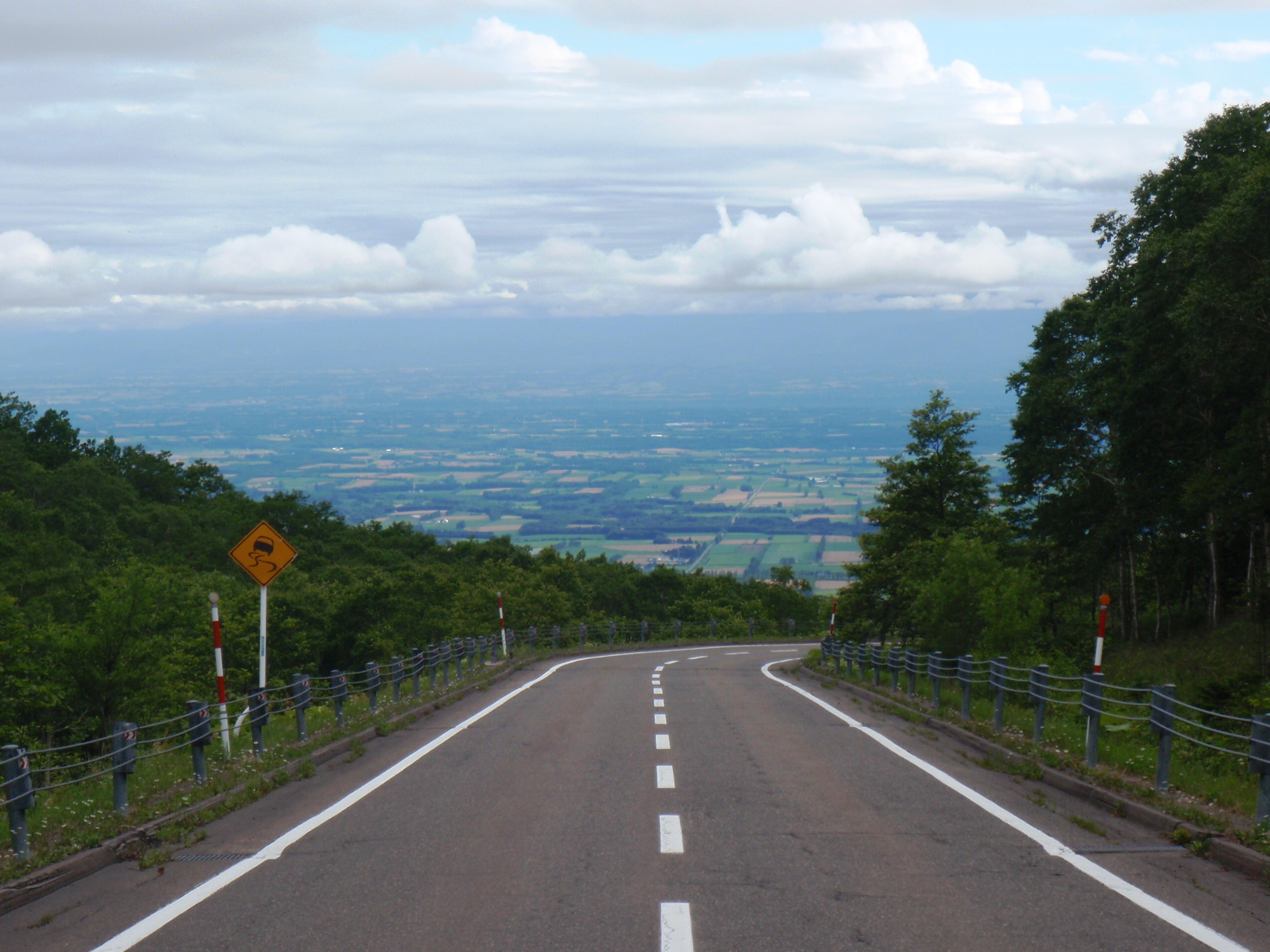
白樺峠から十勝平野への下り

- 北海道道593号屈足鹿追線 - 瓜幕西（起点）
- 北海道道593号屈足鹿追線 - 瓜幕西
- 北海道道1088号然別峡線 - 北瓜幕

上士幌町
- 国道273号 - 字ぬかびら源泉郷

### 主な峠
- 白樺峠
- 幌鹿峠